# Der kleine Tag
Der kleine Tag ist ursprünglich eine Geschichte von Wolfram Eicke. Zusammen mit Rolf Zuckowski und Hans Niehaus entstand daraus ein Kindermusical, nicht nur für Kinder. Die Uraufführung des Musicals war am 30. November 2002 im Theater der Lutherstadt Wittenberg.

## Handlung
Hinter den Sternen, die Löcher im Himmelszelt sind, leben die Tage. Sie sind helle Lichtwesen. Jeden Tag kommt einer von ihnen herunter auf die Erde. Jeder Tag darf dies nur einmal. Auf der Erde erleben sie die unterschiedlichsten Dinge, wie Krieg, Frieden, Erfindungen.
Der „kleine Tag“ möchte auch endlich hinunter und ein ganz besonderer Tag werden, denn nur die ganz besonderen Tage dürfen bei der allabendlichen Versammlung der Tage in der ersten Reihe sitzen. Doch für seinen Besuch auf der Erde ist erst der 23. April (im Original bei Eicke ist es der 23. Februar) des folgenden Jahres vorgesehen. Während er die Tage im Lichtreich mit Umherstreifen verbringt, trifft er den „geheimnisvollen Tag“. Dieser gehört zwar zur ersten Reihe, lehnt es aber ab, als guter oder als schlechter Tag zu gelten, da an seinem Tag die Linse erfunden wurde, der die Menschen viele hervorragende Erfindungen verdanken, jedoch auch die des Zielfernrohres, womit sich die Menschen töten.
Dem „kleinen Tag“ versucht er zu erklären, dass es nicht wichtig sei, in die erste Reihe zu kommen, sondern dass es nur darauf ankomme, man selbst zu sein.
Endlich, nach langem Warten, darf der „kleine Tag“ durch ein Sternenloch auf die Welt der Menschen reisen.
Unten angekommen, trifft er zuerst auf eine Familie, die gerade umzieht. Dabei gibt es Schwierigkeiten, denn auf einmal kommen Bauarbeiter, die genau dort, wo die Möbel zur Abholung stehen, die Straße absperren wollen und erst durch die Einmischung einer Nachbarin darauf aufmerksam werden, dass sie an der falschen Stelle graben wollen.
Beim Beobachten des Umzuges erfährt er, dass die beiden Geschwister der Familie gerne Klavier spielen. Doch in der neuen Wohnung darf kein Klavier gespielt werden.
Die Geschwister schaffen es aber, den Vermieter zu überreden, trotz des Verbotes in der Wohnung Klavier üben zu dürfen. Der „kleine Tag“ sieht wartende Menschen an einer Bushaltestelle, die sich über das schlechte Wetter beklagen, also bittet er die Sonne, ein wenig zu scheinen, damit die Menschen fröhlicher werden.
Als Nächstes sieht er eine Schule und bekommt mit, dass eines der Kinder an seinem Tag Geburtstag hat und einen Hund geschenkt bekommt. Er freut sich sehr darüber, dass dieses Kind glücklich ist. Er bekommt mit, dass sich die Kinder in der Schule vorstellen, dass die Tiere plötzlich an ihrer Stelle die Schulbank drücken müssten und dabei viel Spaß haben. Er sieht noch viele andere Dinge, wie zum Beispiel zwei alte Menschen, die sich nach 50 Jahren zufällig wiedersehen, einen Sohn und dessen Vater, die sich miteinander vertragen oder ein Pärchen, das verliebt im Park umhergeht. Und er freut sich immer wieder, wenn er sieht, dass die Menschen an seinem Tag glücklich sind. Nachmittags trifft er auf eine Familie, die ein Picknick macht und den Tag in Harmonie einfach nur so verlebt.
Am Abend findet noch ein Konzert statt, an dem er gerne teilnähme, aber der „kleine Tag“ muss schon wieder zurück in das Lichtreich.
Er ist total begeistert und erzählt seine Erlebnisse in der großen Festrunde. Leider aber finden die anderen Tage nicht, dass er ein toller Tag war, weil ja nichts Besonderes passiert ist.
Er muss ab sofort beim Festmahl in der letzten Reihe sitzen. Der „kleine Tag“ ist sehr traurig und verständnislos, selbst die Versuche des „geheimnisvollen Tages“, ihn aufzumuntern, helfen nicht.
Ein Jahr vergeht bis zum nächsten 23. April.
Als der dafür zuständige Tag von seiner Reise zurückkommt, erzählt er von großen Festen überall auf der Erde und dass die Menschen den 23. April mit Tänzen und Gesängen feiern würden.
Die anderen Tage sind voller Bewunderung für den Erzähler, bis dieser erklärt, dass nicht er der Auslöser für die Feste sei, sondern dass die Menschen feiern würden, weil im vergangenen Jahr am 23. April auf der Erde überhaupt nichts Schlimmes geschehen war, keine Kriege, keine Katastrophen, keine Hungersnöte. Es war der Tag des Friedens und der Versöhnung.
So hat sich der „kleine Tag“ im Nachhinein als etwas ganz Besonderes herausgestellt.
Er wird fortan von den anderen Tagen mit großem Respekt bedacht und darf nun selbstverständlich bei den abendlichen Zusammenkünften in der ersten Reihe sitzen.

## Auszeichnungen
Das Musical wurde im Rahmen des Wettbewerbs Leopold 2001 vom Verband der Deutschen Musikschulen mit der Empfehlung „Gute Musik für Kinder“ sowie im selben Jahr mit dem Sonderpreis der Kinderjury des WDR dem „poldi“ ausgezeichnet.

## Lieder
| - Das Licht I (instrumental) - Ich bin nur heute - Erste Reihe – Spitzenklasse - Tage, die man nie vergisst | - Der geheimnisvolle Tag (instrumental) - Du bist du - Aufbruch I (instrumental) - Das Dunkel und ich - Aufbruch II (instrumental) - Wahnsinn - Das Licht II (instrumental) - Schule für Tiere | - Hier kommen wir - Heute I (instrumental) - Unterwegs I (instrumental) - Dies ist der Augenblick - Unterwegs II (instrumental) - Heute II (instrumental) - Einfach nur so - Mich ruft mein Stern - Erste Reihe – Spitzenklasse | - Letzte Reihe – Gestern - Ich bin ich - Jeder Tag hat sein Geheimnis - Wohin? |

## Ausgaben
- Wolfram Eicke (Autor), Ursula Kirchberg (Illustrationen): Der kleine Tag besucht die Erde. Ellermann, München 1988, ISBN 3-7707-6287-8.
- Wolfram Eicke, Hans Niehaus, Rolf Zuckowski: Der kleine Tag. Auf dem Lichtstrahl zur Erde und zurück. Sikorski, Hamburg 1999, ISBN 3-920880-92-7.
  - Wolfram Eicke, Hans Niehaus, Rolf Zuckowski: Der kleine Tag. Auf dem Lichtstrahl zur Erde und zurück. Polydor, Hamburg 1999 (2 CDs).